# 岡本真実
岡本 真実（おかもと まみ、1962年8月15日 - ）は、日本の女優。喜八プロダクション社長。父は映画監督の岡本喜八、母は映画監督、プロデューサーの岡本みね子。

## 人物・来歴
神奈川県生まれ。文学座養成所、無名塾を経て、1983年にテレビドラマ『明石貫平35才』で女優デビュー。NHK大河ドラマ『春の波濤』（1985年）、『元禄繚乱』（1999年）のほか、父喜八が監督した映画『ジャズ大名』、『大誘拐 RAINBOW KIDS』などに出演。特技の日本舞踊は師範。喜八プロダクション社長。夫と長女がいる。

## 出演作品
- ジャズ大名（1986年） - 松枝姫 役
- 落葉樹（1986年）
- 大誘拐 RAINBOW KIDS（1991年）
- 助太刀屋助六（2002年）
- ゆずり葉の頃（2014年）

## 出演

### テレビ
- ETV特集「生誕100年 映画監督 岡本喜八が遺したもの」（2024年12月7日、NHK Eテレ）[2]

### ラジオ
- 岡本真実 今夜はちゃうDAY（文化放送）